# Higginsport (Ohio)
Higginsport es una villa ubicada en el condado de Brown en el estado estadounidense de Ohio. En el Censo de 2010 tenía una población de 251 habitantes y una densidad poblacional de 329,63 personas por km².

## Geografía
Higginsport se encuentra ubicada en las coordenadas 38°47′23″N 83°58′1″O / 38.78972, -83.96694. Según la Oficina del Censo de los Estados Unidos, Higginsport tiene una superficie total de 0.76 km², de la cual 0.65 km² corresponden a tierra firme y (14.63%) 0.11 km² es agua.

## Demografía
Según el censo de 2010, había 251 personas residiendo en Higginsport. La densidad de población era de 329,63 hab./km². De los 251 habitantes, Higginsport estaba compuesto por el 96.81% blancos, el 0% eran afroamericanos, el 0.4% eran amerindios, el 0% eran asiáticos, el 0% eran isleños del Pacífico, el 0.8% eran de otras razas y el 1.99% pertenecían a dos o más razas. Del total de la población el 1.2% eran hispanos o latinos de cualquier raza.